# Tres Esquinas (paroisse civile)
Pour les articles homonymes, voir Tres et Tres Esquinas.
Tres Esquinas est l'une des sept paroisses civiles de la municipalité de Trujillo dans l'État de Trujillo au Venezuela. Sa capitale est Tres Esquinas.